# Koalition Sozialistischer Kräfte

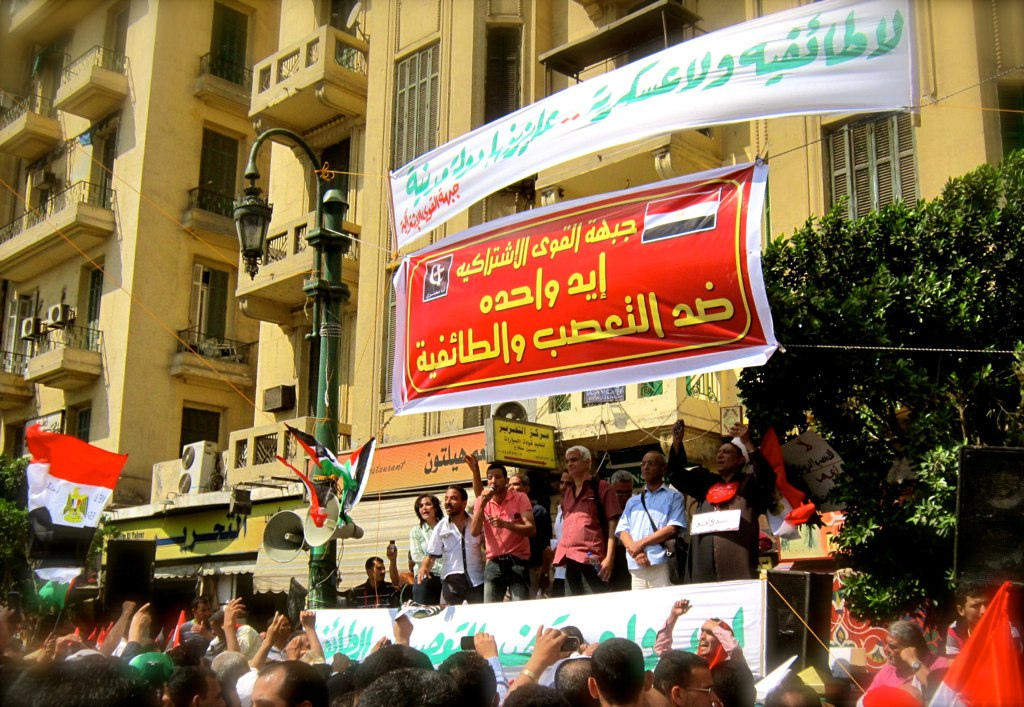
Treffen der Koalition Sozialistischer Kräfte am 12. Mai 2011 unter dem Motto Eine Hand gegen Fanatismus und Sektierertum

Die Koalition Sozialistischer Kräfte (arabisch تحالف القوى الاشتراكية, Kürzel CSF von englisch Coalition of Socialist Forces) ist eine Parteienkoalition von fünf sozialistischen und links ausgerichteten Gruppen in Ägypten, welche am 10. Mai 2011 gegründet wurde.
Die offizielle Farbe der Koalition Sozialistischer Kräfte war Rot, die offizielle politische Ideologie des Bündnisses war der Sozialismus. Die verschiedenen Gruppierungen waren durch den Beitritt in eine "sozialistische Front" darin vereint, eine dominantere linksgerichtete Kraft im post-revolutionären Ägypten zu schaffen. Am 31. Mai 2011 hatte die Koalition Sozialistischer Kräfte bereits eine Mitgliederschaft von zusammen insgesamt 5.000 Mitgliedern.

## Mitgliedsgruppen
- Ägyptische Kommunistische Partei
- Sozialistische Volksallianz
- Revolutionäre Sozialisten
- Sozialistische Partei Ägyptens
- Demokratische Arbeiterpartei